# 270P/Gehrels
270P/Gehrels è una cometa periodica appartenente alla famiglia delle comete gioviane. La cometa è stata scoperta il 1º febbraio 1997 dall'astronomo Tom Gehrels, la sua riscoperta il 25 settembre 2012 ha permesso di numerarla.
La cometa è caratterizzata da piccole MOID coi pianeti Giove e Saturno, quella con Giove è di 0,299 U.A., quella con Saturno è ancora più piccola tanto che il 22 giugno 1987 la cometa e Saturno arrivarono a sole 0,1105 U.A. di distanza.